# Cybocephalus liui
Cybocephalus liui is een keversoort uit de familie Cybocephalidae. De wetenschappelijke naam van de soort is voor het eerst geldig gepubliceerd in 2006 door Tian.